# Szehekenré Szanhptahi
Szanhptahi (uralkodói nevén Szehekenré) az ókori egyiptomi XIII. dinasztia egyik uralkodója. Valószínűleg rövid ideig uralkodott, valamikor i. e. 1663 és 1649 között, és hatalma csak Memphisz környékére terjedt ki. Dinasztiájának talán ötvennegyedik vagy ötvenötödik uralkodója.

## Említései
Szehekenré Szanhptahi neve és ábrázolása egy Nebszumenu nevű királyi pecsétőr és a pecsétőrök elöljárója sztéléjén szerepel, melyet a király uralkodásának első évében készítettek. Nem tudni pontosan, honnan származik a sztélé, annyit tudni, hogy 1999-ben került a Spanyol Nemzeti Régészeti Múzeum gyűjteményébe egy magángyűjteményből. Kim Ryholt felhívta rá a figyelmet, hogy az ábrázoláson Szanhptahi Ptahnak és Anubisznak áldoz olajat, előbbi istenség „az ő falától délre” (rsỉ snb=f), utóbbi „a múmiabepólyálók ura” (nb wtỉ.w) címet viseli, mindkettő a memphiszi régióra jellemző cím. Ryholt arra a következtetésre jutott, hogy Szanhptahi valószínűleg Memphisz és környéke fölött uralkodott, így a XIII. dinasztiához tartozhatott, mert ebben az időben ők tartották uralmuk alatt ezt a területet. Emellett azt is feltételezi, hogy Szanhptahi Memphiszben született, neve ugyanis a város főistenére, Ptahra utal.

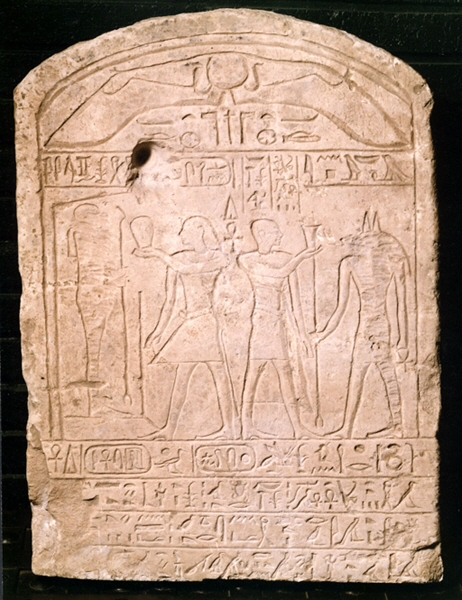
Nebszumenu sztéléje, melyen Szanhptahi Ptahnak és Anubisznak áldoz

Ryholt legújabb olvasata szerint a torinói királylistán Szehekenré Szanhptahi neve a nyolcadik oszlop 25. sorában szerepel, ahol a károsodott papiruszin a [s-ḥ]q-n-rˁ uralkodói név olvasható. Ryholt megjegyzi, hogy a korszakból ismert uralkodók közül Szehekenré az egyetlen, akinek a nevére kiegészíthető a töredék.
Ryholt emellett felhívja a figyelmet egy ismeretlen lelőhelyű, kékeszöld szteatit pecséthengerre, amelyen a s-ḫˁ-n-ptḥ (Szehaenptah) Arany Hórusz-név olvasható. Percy Newberry a középbirodalom végére datálja a pecséthengert, de tulajdonosát nem azonosítja. A pecséthenger valószínűleg elveszett; eredetileg a Metropolitan Művészeti Múzeum Timmins-gyűjteményében volt, de mára eltűnt.

## Családja
Egy ismeretlen lelőhelyű, valószínűleg Memphiszből származó sztélé, melyet stilisztikai alapon a második átmeneti korra datáltak, egy uralkodó családjának tagjait ábrázolja; szerepel rajta egy herceg, akinek hiányosan fennmaradt neve […]ptḥ-ỉ. Amennyiben Ryholt feltételezése helyes és a herceg azonos a későbbi Szanhptahi fáraóval, akkor az apja a sztélén említett Sze[…]karé nevű király, lánytestvérei pedig Minemszaesz és Szit[…]. A sztélé az Egyiptomi Múzeumban található (CG20600).

## További irodalom
- Meeks, Dimitri, "Une stèle de donation de la Deuxième Période intermédiaire" ENIM 2, 2009, pp. 129–154.

## Fordítás
- Ez a szócikk részben vagy egészben  a   Seheqenre Sankhptahi című angol Wikipédia-szócikk ezen változatának fordításán alapul.  Az eredeti cikk szerkesztőit annak laptörténete sorolja fel. Ez a jelzés csupán a megfogalmazás eredetét és a szerzői jogokat jelzi, nem szolgál a cikkben szereplő információk forrásmegjelöléseként.